# Marcello Bonini Olas
Marcello Bonini Olas (Rimini, 1º gennaio 1917 – Roma, 13 gennaio 2007) è stato un attore italiano, attivo fino alla prima metà degli anni novanta.

## Biografia
Allievo di Nera Grossi Carini all'Accademia d'Arte Drammatica, debuttò in teatro con Nino Besozzi. 
Esordì sul grande schermo con un ruolo minore nel film Caterina da Siena (1947), diretto da Oreste Palella. Dagli anni sessanta la sua carriera ebbe una certa continuità, che lo portò a recitare fino alla metà degli anni novanta in veste di caratterista o di secondo piano in una quarantina di film, tra i quali Il mio amico Jekyll (1960) di Marino Girolami, con Ugo Tognazzi, e Il processo di Verona (1963) di Carlo Lizzani. Negli anni settanta apparve nel film Il clan dei due Borsalini (1971) di Giuseppe Orlandini, con Franco e Ciccio, e nel film Amarcord (1973) di Federico Fellini.
Apparve anche in commedie per la televisione, dove interpretò Pasteur nell'episodio Calcoli frettolosi dei Racconti italiani di Piero Schivazappa, e fu tra i protagonisti del documentario La lotta dell'uomo per la sua sopravvivenza di Roberto Rossellini.
Tra gli anni sessanta e gli anni settanta fu direttore della Compagnia La Plautina di Roma, in cui recitò in testi di autori classici, tra cui Plauto e Luigi Pirandello. La sua intensa attività teatrale lo portò a esibirsi anche in altre zone dell'Europa dove fu protagonista di vari spettacoli, adattamenti di testi dello stesso Pirandello, di Čechov e altri autori.

## Teatro
- Il naso, di Nikolaj Vasil'evič Gogol', regia di Lino Procacci (1966)
- Le donne al parlamento, di Aristofane, regia di Sergio Ammirata (1966)
- Sbrigati a vivere, di Lawrence Wark, regia di Enzo De Castro (1968)
- Asinaria, di Tito Maccio Plauto, traduzione e regia di Sergio Ammirata (1972, 1987)
- La mandragola, di Niccolò Machiavelli, adattamento e regia di Sergio Ammirata (1973)
- Il diavolo custode di Paolo Paoloni, regia di Paolo Paoloni (1974)
- Sairà, da Zaira di Voltaire, adattamento di Alfredo Tucci, regia di Paolo Paoloni (1976)
- Anfitrione di Tito Maccio Plauto, regia di Sergio Ammirata (1977)
- Il disastroso delitto del signor Titi, di Sergio Ammirata, con Sergio Ammirata (1982)
- Scherzosamente Čechov, di e con Sergio Ammirata (1982)
- Tartufo di Molière, di e con Sergio Ammirata (1984)

## Filmografia

### Cinema
- Caterina da Siena, regia di Domenico Paolella (1947)
- Solo Dio mi fermerà, regia di Renato Polselli (1957)
- Il mio amico Jekyll, regia di Marino Girolami (1960)
- Caccia al marito, regia di Marino Girolami (1960)
- Ultimatum alla vita, regia di Renato Polselli (1962)
- Un alibi per morire, regia di Roberto Bianchi Montero e Piero Costa (1962)
- Il re Manfredi, regia di Piero Regnoli (1962)
- Il processo di Verona, regia di Carlo Lizzani (1963)
- I nuvoloni, regia di Amasi Damiani (1964)
- La vendetta è il mio perdono, regia di Roberto Mauri (1968)
- Salvare la faccia, regia di Rossano Brazzi (1969)
- Vita segreta di una diciottenne, regia di Oscar Brazzi (1969)
- Fellini Satyricon, regia di Federico Fellini (1969) - non accreditato
- Così dolce... così perversa, regia di Umberto Lenzi (1969) - non accreditato
- Eros e Thanatos, regia di Marino Girolami (1969)
- Morte a Venezia, regia di Luchino Visconti (1971)
- Il clan dei due Borsalini, regia di Giuseppe Orlandini (1971)
- La verità secondo Satana, regia di Renato Polselli (1972)
- Delirio caldo, regia di Renato Polselli (1972)
- Fiorina la vacca, regia di Vittorio De Sisti (1972)
- Riti, magie nere e segrete orge nel trecento, regia di Renato Polselli (1973)
- Rivelazioni di uno psichiatra sul mondo perverso del sesso, regia di Renato Polselli (1973)
- Amarcord, regia di Federico Fellini (1973) - non accreditato
- La principessa sul pisello, regia di Piero Regnoli (1973)
- Sesso in testa, regia di Sergio Ammirata (1974)
- Quando c'era lui... caro lei!, regia di Giancarlo Santi (1978)
- Quando l'amore è oscenità, regia di Renato Polselli (1980)
- Il cappotto di legno, regia di Gianni Manera (1981)
- La gorilla, regia di Romolo Guerrieri (1982)
- Dagobert, regia di Dino Risi (1984)

### Televisione
- Il romanzo di un maestro, regia di Mario Landi - miniserie TV (1959)
- Le inchieste del commissario Maigret, regia di Mario Lanzi - serie TV, episodio 1x01 (1964)
- La figlia del capitano, regia di Leonardo Cortese - miniserie TV (1965)
- Resurrezione, regia di Franco Enriquez - miniserie TV (1965)
- Luisa Sanfelice, regia di Leonardo Cortese - miniserie TV (1966)
- Il conte di Montecristo, regia di Edmo Fenoglio - miniserie TV (1966)
- Vita di Cavour, regia di Piero Schivazappa - miniserie TV (1967)
- La fiera delle vanità, regia di Anton Giulio Majano - miniserie TV (1967)
- Coralba, regia di Daniele D'Anza - miniserie TV (1970)
- All'ultimo minuto, regia di Ruggero Deodato - serie TV, episodio 1x01 (1971)
- E le stelle stanno a guardare, regia di Anton Giulio Majano - miniserie TV (1971)
- Anna Karenina, regia di Sandro Bolchi - miniserie TV (1974)
- Dov'è Anna?, regia di Piero Schivazappa - miniserie TV (1974)
- L'ispettore Sarti - Un poliziotto, una città - serie TV, episodio 1x10 (1991)

## Radio
- Marilyn, una donna, una vita, originale radiofonico di Vittoria Ottolenghi e Alfio Valdarnini, regia di Marcello Aste (1971)
- La grande casa di Brendan Behan, regia di Romeo De Baggis (1974)
- Guerra e pace di Tolstoj, regia di Vittorio Melloni (1974)
- Via dalla pazza folla, di Thomas Hardy, regia di Vittorio Melloni (1975)
- Sotto il segno di Ratap, di Wladislaw Terlecki, regia di Jiuliusz Owidzki (1976)
- Tom Jones, di Hnery Fielding, regia di Vittorio Melloni (1977)
- La vita è sogno, di Pedro Calderòn de la Barca, regia di Marco Lami (1977)
- Il dottor Zivago di Boris Pasternak, regia di Vittorio Melloni (1978)